# Ludovic Sylvestre
Ludovic Sylvestre (Le Blanc-Mesnil, 5 februari 1984) is een Frans profvoetballer van Guadeloupse origine. Hij speelt sinds augustus 2010 als middenvelder bij Blackpool FC.
Sylvestre speelde eerder bij Clairefontaine (1998-2000), En Avant Guingamp (2001-2003), RC Strasbourg (2003-2005) en FC Barcelona (2005-2006). Bij de Catalaanse club behoorde hij tot de selectie van Barça B, hoewel de middenvelder meestal wisselspeler was. In mei 2006 werd Sylvestre opgeroepen voor de wedstrijd van het eerste elftal voor het competitieduel tegen Sevilla FC. De reden was dat coach Frank Rijkaard met het oog op de finale tegen Arsenal FC in de UEFA Champions League van later die week, een aantal vaste waarden rust gaf. Aangezien prominente spelers van Barça B als Joan Verdú en Carlos Peña eveneens niet beschikbaar waren omdat ze een dag later met hun team een belangrijke wedstrijd om de strijd voor het kampioenschap in de Segunda División B moesten spelen, besloot Rijkaard Sylvestre mee te nemen naar Sevilla. Naast Sylvestre werden ook de aanvallers Francisco Montañés (reserve bij Barça B) en Francisco Martos (Barça C) opgeroepen. Uiteindelijk kreeg Sylvestre ook nog speelminuten tegen Sevilla FC. Na 64 minuten kwam de Fransman als vervanger van Sylvinho in het veld. Sylvestre speelde met het rugnummer 41 en hij was de eerste speler ooit die met dit rugnummer in actie kwam voor FC Barcelona. Een week later maakte Sylvestre zijn debuut in de basis in het uitduel tegen Athletic de Bilbao. Eind juli 2006 tekende de Fransman voor drie seizoenen bij Sparta Praag. Na twee jaar verliet hij deze club. In 2008 vertrok hij een half seizoen op huurbasis naar Viktoria Plzen. Na afloop van deze verbintenis vertrok hij definitief naar Mlada Bodeslav, een andere Tsjechische eersteklasser. In 2010 tekende hij bij Blackpool FC, een toenmalig neo-eersteklasseclub uit Engeland.

## Carrière
- jeugd: INF Clairefontaine
- jeugd-2003: EA Guingamp B
- 2003-2005: RC Strasbourg
- 2005-2006: Barcelona Atlètic
- 2006-2008: Sparta Praag
  - 2008: Viktoria Plzen (huur)
- 2008-2010: Mlada Bodeslav
- 2010-... : Blackpool FC